# Vicente Barrantes

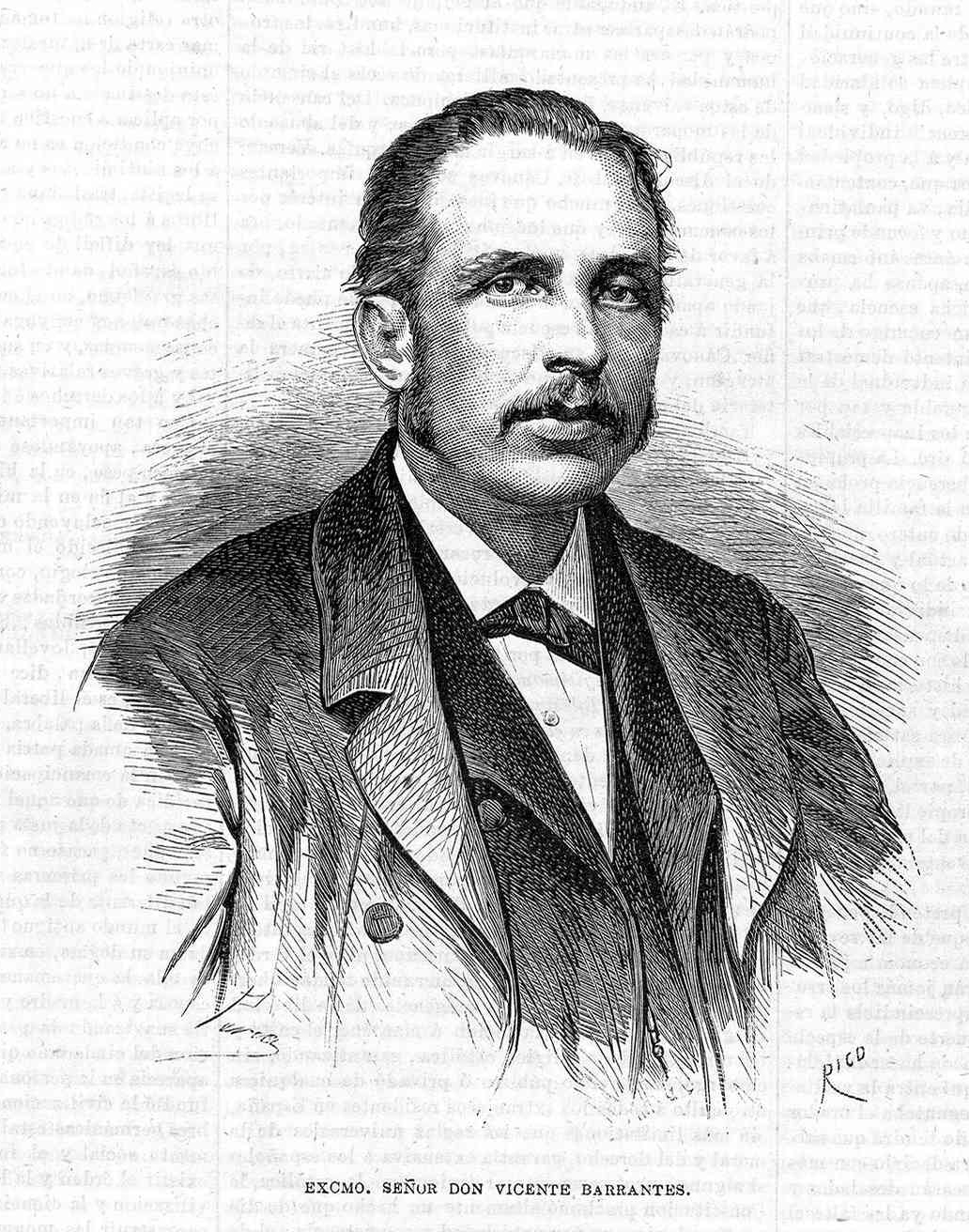
Vicente Barrantes.

Vicente Barrantes Moreno, född den 24 mars 1829 i Badajoz, död den 17 oktober 1898 i Pozuelo de Alarcón, var en spansk skriftställare och bibliofil.
Barrantes, som blev ledamot av Spanska akademien 1862, var guvernementssekreterare på Filippinerna 1866–1868. Han svärmade i sin ungdom för en enhetlig iberisk stat och kämpade för sina liberala åsikter i en mängd politiska satirer, men sedan han blivit medlem av cortes, slöt han sig till Cánovas del Castillos politik. Bland hans skönlitterära arbeten märks romanerna Siempre tarde, Juan de Padilla, La viuda de Padilla och Cuentos y leyendas, novellsamlingen Narraciones extremeñas, Dias sin sol och diktsamlingen Balladas españolas, som väckte stort uppseende. Av hans politiska satirer är Viaje á los infiernos del sufragio universal den mest berömda och av historisk-biografiska verk Guerras piráticas de Filipinas och Diccionario biografico de hombres célebres extremeños.